# Cochlodina meisneriana
Cochlodina meisneriana is een slakkensoort uit de familie van de Clausiliidae. De wetenschappelijke naam van de soort is voor het eerst geldig gepubliceerd in 1843 door Shuttleworth.